# Открытый чемпионат Швеции по теннису 2009

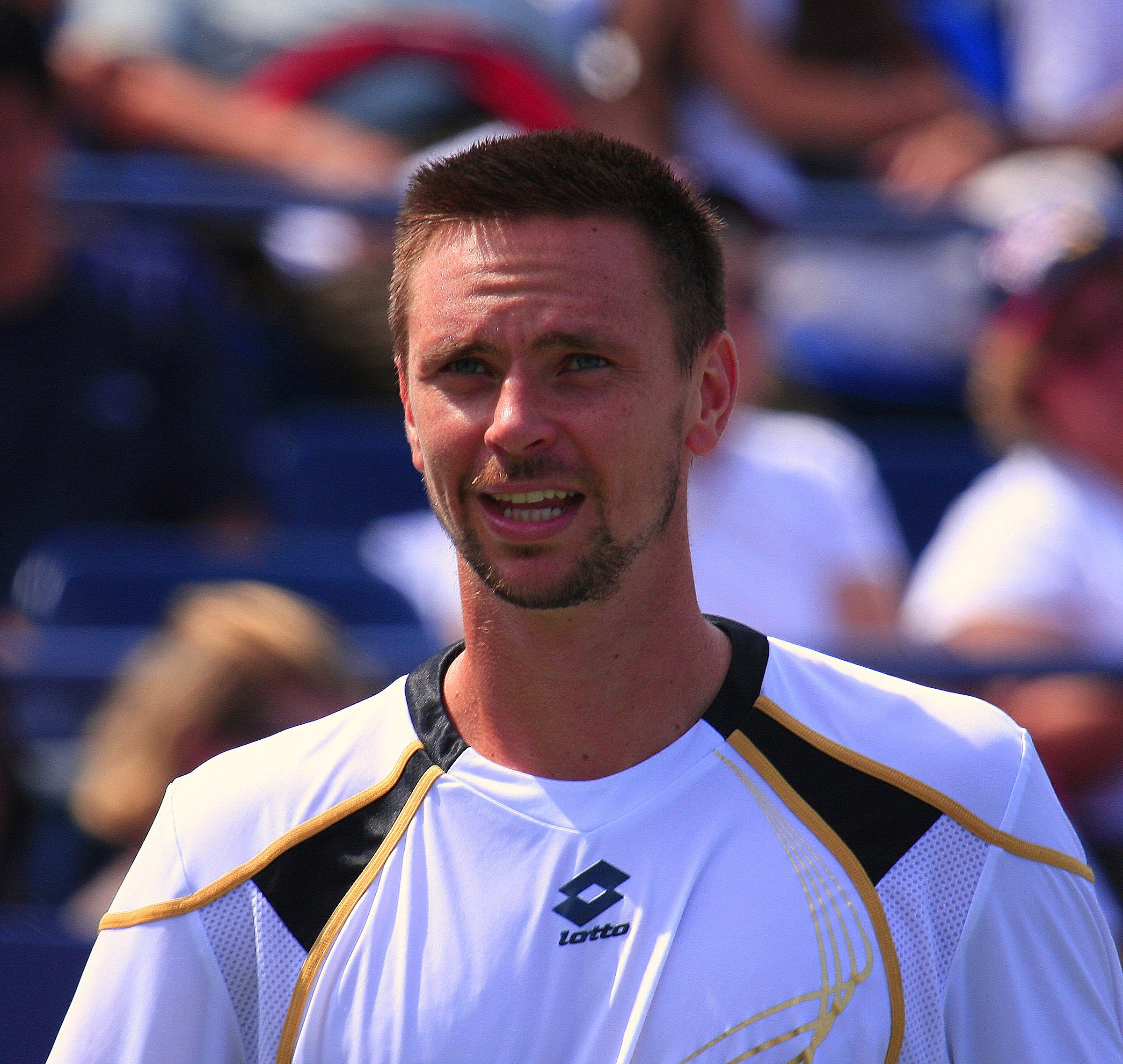
Чемпион одиночного турнира у мужчин — Робин Сёдерлинг.

Открытый чемпионат Швеции 2009 — ежегодный профессиональный теннисный турнир в серии ATP 250 для мужчин и международной серии WTA для женщин.
Соревнование традиционно проводится на открытых травяных кортах в Бостаде, Швеция.
Впервые за долгое время в рамках турнирах прошли и женские соревнования.
Женские соревнования прошли с 4 по 11, мужские — с 11 по 19 июля.
Прошлогодние победители турнира:
- в мужском одиночном разряде —  Томми Робредо;
- в мужском парном разряде —  Робин Сёдерлинг и  Йонас Бьоркман.

## Соревнования

### Мужчины. Одиночный турнир
Робин Сёдерлинг обыграл  Хуана Монако со счётом 6-3, 7-6(4)
- Это первый титул Сёдерлинга в том сезоне.

### Женщины. Одиночный турнир
Мария Хосе Мартинес Санчес обыграла  Каролину Возняцки со счётом 7-5, 6-4
- Это второй титул Мартинес Санчес в том сезоне.

### Мужчины. Парный турнир
Ярослав Левинский /  Филип Полашек обыграли  Робина Сёдерлинга /  Роберта Линдстедта со счётом 1-6, 6-3, [10-7]

### Женщины. Парный турнир
Хисела Дулко /  Флавия Пеннетта обыграли  Нурию Льягостеру Вивес /  Марию Хосе Мартинес Санчес со счётом 6-2, 0-6, [10-5]